# Leptacis philippinensis
Leptacis philippinensis är en stekelart som beskrevs av Peter Neerup Buhl 1997. Leptacis philippinensis ingår i släktet Leptacis och familjen gallmyggesteklar. Inga underarter finns listade i Catalogue of Life.